# Butjatj
Butjatj (ukrainska: Бучач uttal (fil); polska: Buczacz) är en stad i Ternopil oblast i västra Ukraina, i det historiska landskapet Galizien. Folkmängden uppgick till 12 547 invånare i början av 2012. Den är administrativ huvudort i Butjatj rajon.

## Historia
Staden hette Buczacz före 1939 då det tillhörde Polen perioderna 1349–1772 och 1920–1939. Området tillföll Österrike 1772 vid delningen av Polen och kom att tillhöra Polen igen året efter första världskrigets (1918) slut. Från 1 november 1918 till juli 1919 tillhörde staden Västukrainska folkrepubliken.
Från Buczacz kom nobelpristagaren i litteratur Shmul Agnon, Simon Wiesenthal och Sigmund Freuds far.